# Dimorphotheca sinuata
Dimorphotheca sinuata es una planta ornamental de la familia  Asteraceae originaria del sureste de África.

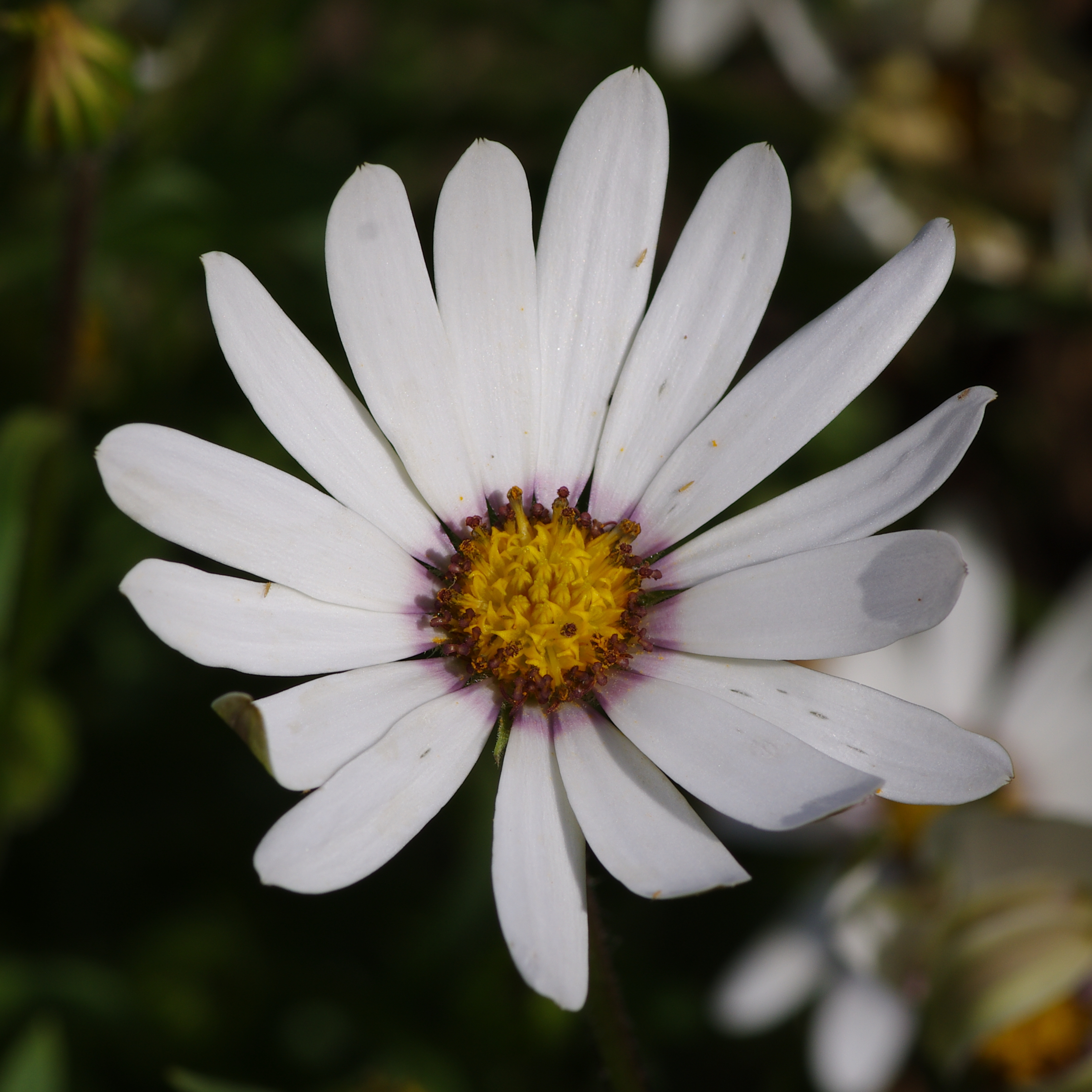
Detalle de la flor

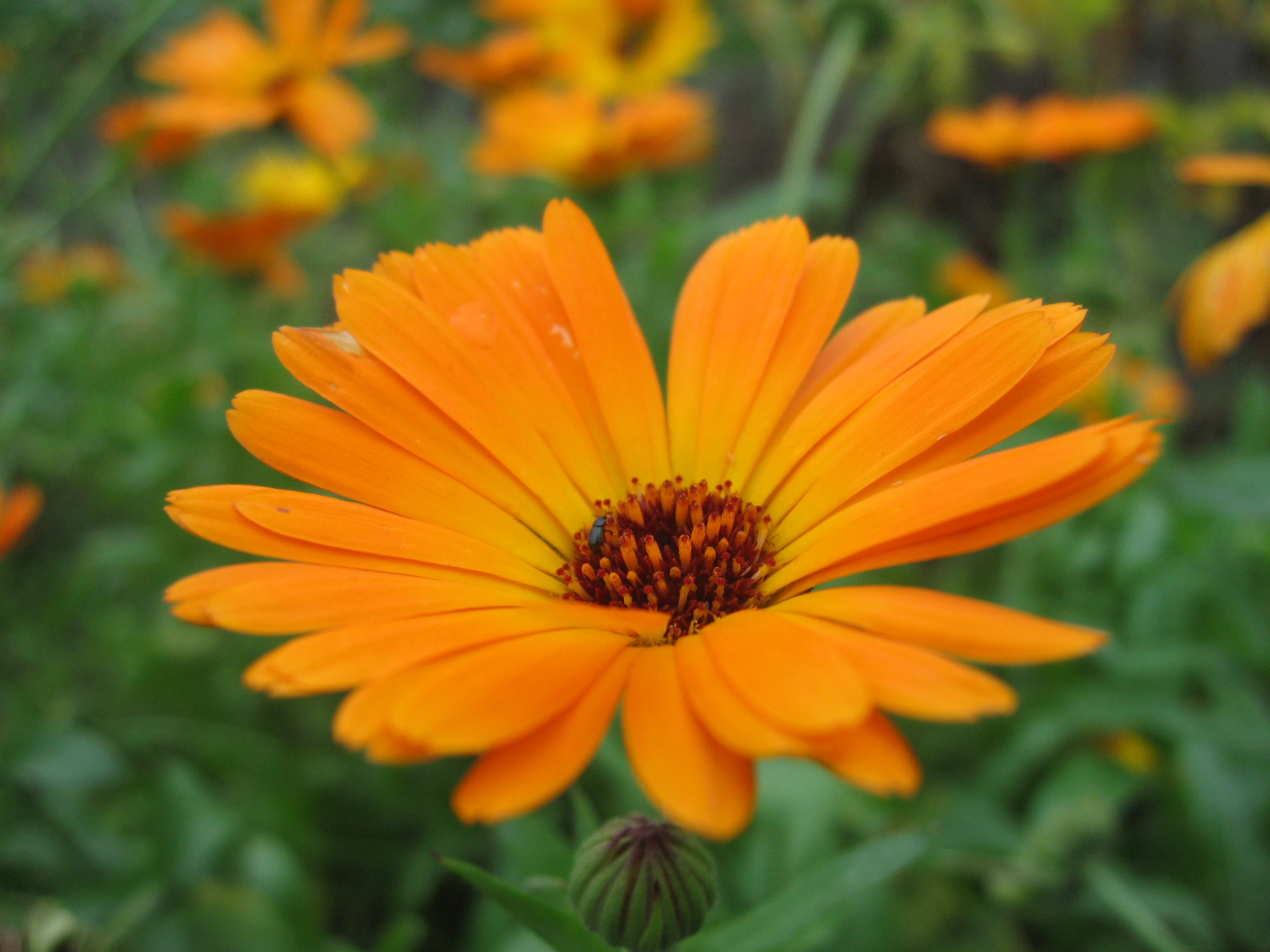
Flor

## Distribución y hábitat
Crece naturalmente en las áreas de lluvias de invierno del país, por lo general en lugares arenosos en Namaqualand y también en Namibia.

## Descripción
Es una planta anual que crece hasta los 30 cm de altura. Las hojas son de color verde claro  con márgenes lobulados. Son delgadas, en forma de cuchara, alcanzando hasta 8 cm de largo.  Los tallos son de color rojizo y normalmente están cubiertos por las  hojas. Es una especie particularmente atractiva del género Dimorphotheca, tiene flores de color naranja muy grandes con los centros de color naranja (a veces pueden ser de color amarillo, dependiendo de la localidad). Necesitan pleno sol para abrirse y siempre se posicionan de cara al sol.  La época de floración es desde mediados de invierno a mediados de otoño. Las flores son de hasta 8 cm de diámetro y se encuentran en la punta de cada rama. Están disponibles para el cultivo en una variedad de colores como el naranja, crema, amarillo y  salmón.  Las semillas aparecen poco después de que se marchiten las flores y son color marrón. Son fácilmente arrastradas por el viento.

## Taxonomía
El género fue descrito por Augustin Pyrame de Candolle y publicado en Prodromus Systematis Naturalis Regni Vegetabilis 6: 72. 1837[1838].
Etimología
Dimorphotheca: nombre genérico que viene del griego "dis" "morphe" y "theka", que significa "la fruta en forma de dos", refiriéndose al dimorfismo de las asteráceas, un rasgo inherente a los miembros de las Calenduleae.
sinuata: epíteto latino que significa "con el filo ondulado".
Sinónimos
- Dimorphotheca aurantiaca hort.[4]
- Dimorphotheca calendulacea Harv.
- Dimorphotheca dentata Harv.
- Dimorphotheca integrifolia (DC.) Harv.
- Dimorphotheca pseudo-aurantiaca Schinz & Thell.
- Calendula tragus Curtis[5]